# Flaín Éctaz
Flaín Éctaz (fl. 932-950)
Lutou à frente das tropas do rei asturiano durante a rebelião dos Banu Gomes e os Ansures em 932 que apoiavam a seu irmão Afonso IV e atacaram as proximidades da cidade de Leão. Na confrontação, o conde Flaín perdeu muitos de suas tropas e parentes, incluindo um genro, da acordo com Al-Muqtabis V — Crónica do califa Abderramão III Nácer entre os anos 912 - 942 — do cronista árabe ibne Haiane. 

## Matrimônio e descendência
Com sua esposa, Brunilda cognomento Velasquita teve dois filhos:
- Fernando Flaínez, [a] morto ca. 986, casado com Gontrodo,[4][5]

- Munio Flaínez, esposo de Froiloba Bermudes,[6] filha de Bermudo Nunes, I conde de Cea, e Argilo.[7]  foi o bisavô do Cid;

Também poderia ser o pai de Bermudo Flaínez.